# Адріан Арді
Адріан Арді  (фр. Adrien Hardy; нар. 30 липня 1978, Нім, Франція) — французький веслувальник, олімпійський чемпіон.

## Виступи на Олімпіадах
| Олімпіада   | Дисципліна   | Місце |
| ----------- | ------------ | ----- |
| Сідней 2000 | двійка парна | 7     |
| Афіни 2004  | двійка парна | 1     |
| Пекін 2008  | двійка парна | 5     |